# Joseph Mar Thoma

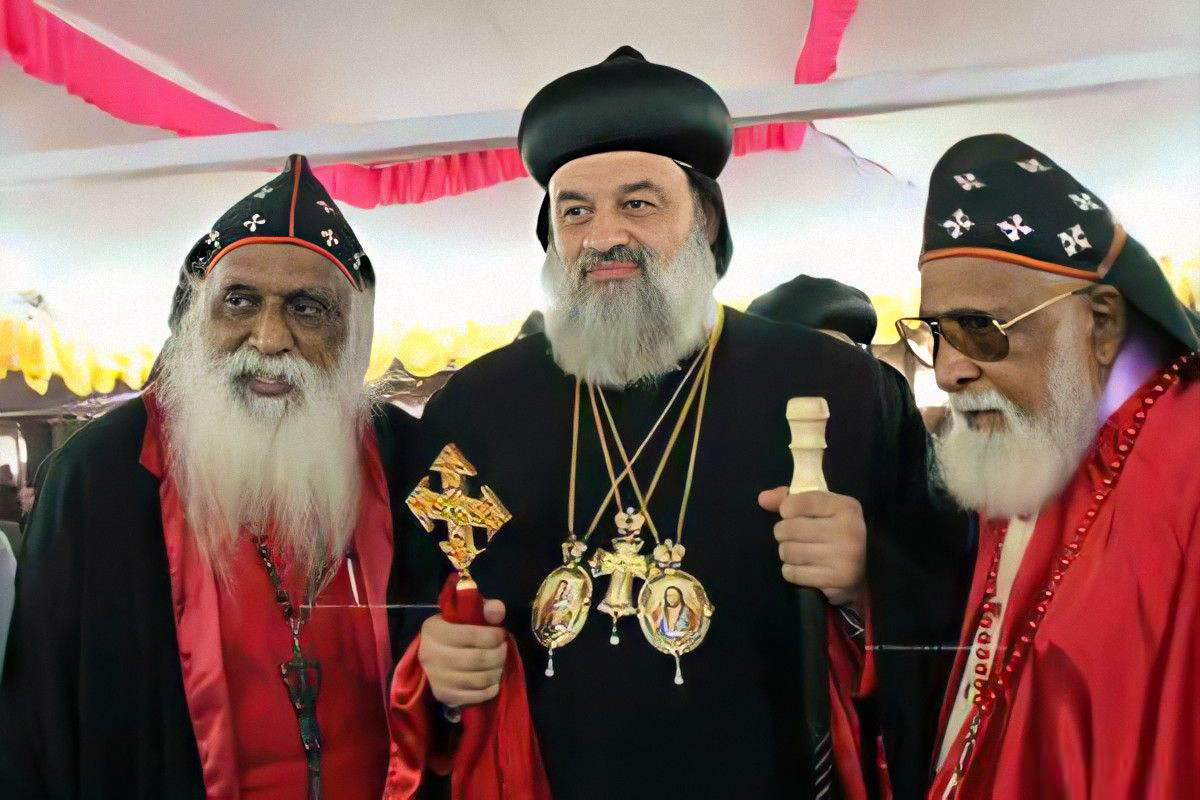
Joseph Mar Thoma, Philipose Mar Chrysostom, Moran Mor Ignatius Aphrem II. (2015; von links nach rechts)

Joseph Mar Thoma (bürgerlich P. T. Joseph; * 27. Juni 1931 in Maramon, Kerala, Indien; † 18. Oktober 2020 in Tiruvalla, Kerala, Indien) war ein indischer Geistlicher und der Metropolit der Mar-Thoma-Kirche in Indien.

## Leben
Er wurde am 27. Juni 1931 als Sohn von Palakunnath Thomachen Lukose, dem älteren Bruder von Titus II Thoma, und seiner Frau Mariamma geboren. Seine beiden Eltern stammten aus dem Dorf Maramon. Er besuchte die in St. Thomas High School in Kozhencherry und studierte am Union Christian College in Aluva. Am United Theological College in Bangalore studierte er Theologie. Am 29. Juni 1957 wurde Joseph zum Diakon, am 18. Oktober 1957 zum Priester (Kasessa), am 11. Januar 1975 zum Ramban geweiht.
Am 8. Februar 1975 erfolgte durch Juhanon Mar Thoma die Bischofsweihe mit dem Namen Joseph Mar Irenaeus. Er wurde Bischof von Niranam-Maramon. Am 2. Oktober 2007 wurde er als Mar Thoma XXI. Metropolit seiner Kirche und Nachfolger von Philipose Mar Chrysostom (1917–2021). Er war Präsident der National Council of Churches in Indien.